# Platzsturm

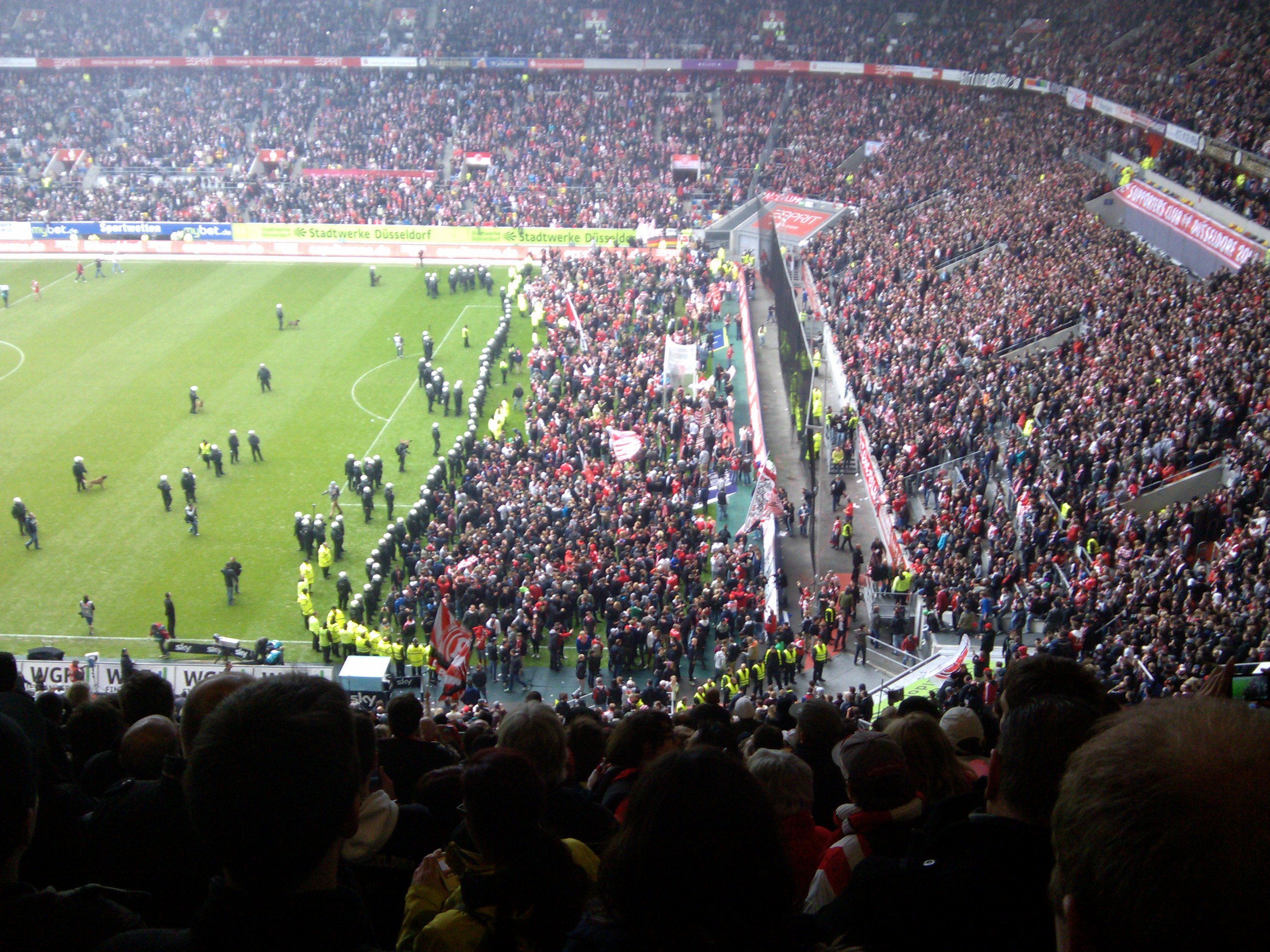
Teilweiser Platzsturm nach der Partie Fortuna Düsseldorf und MSV Duisburg in der ESPRIT arena

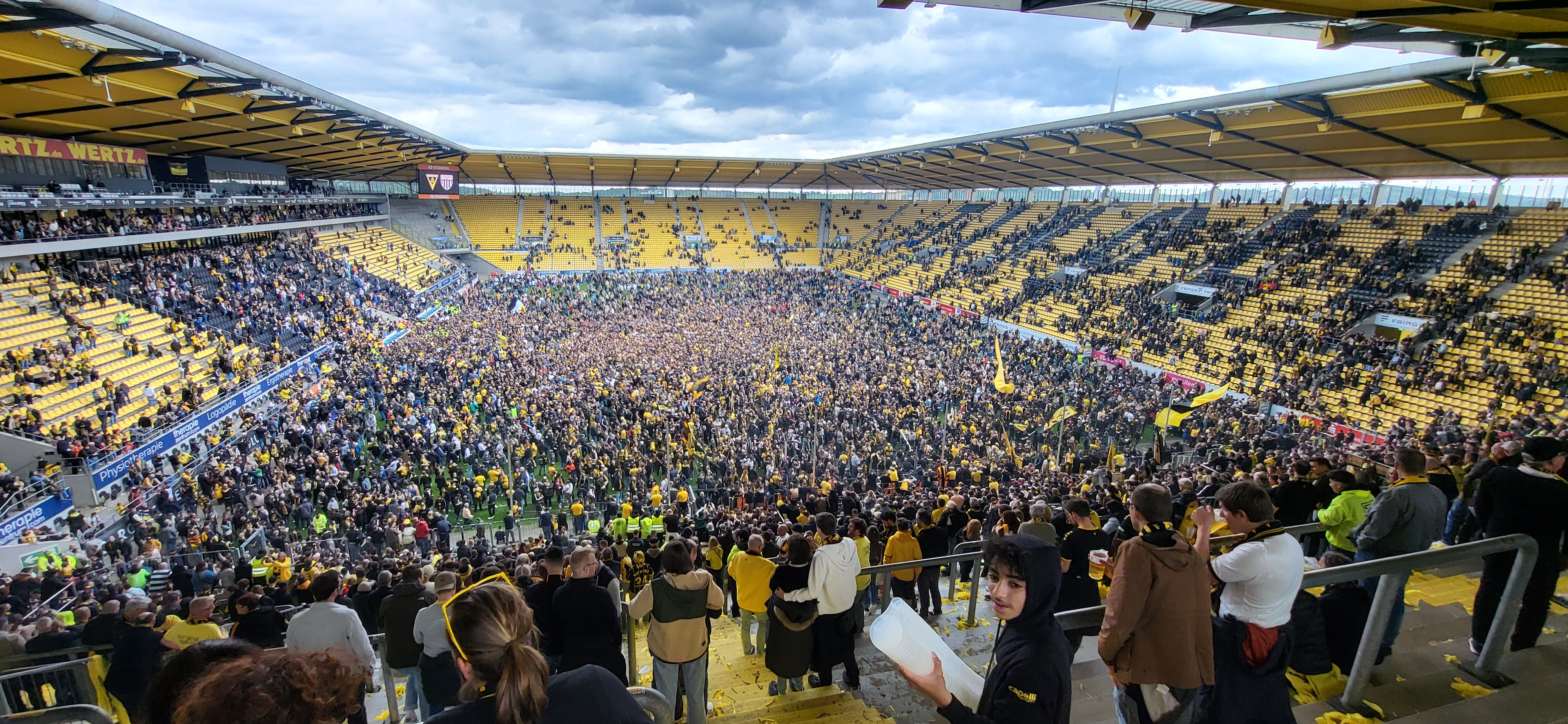
Platzsturm auf dem Aachener Tivoli nach dem feststehenden Aufstieg von Alemannia Aachen in die 3. Fußball-Liga am 27. April 2024.

Platzsturm bedeutet, dass die Zuschauer eines Sportspieles, zumeist beim Fußball, das Spielfeld massenweise ohne Erlaubnis betreten. Findet ein Platzsturm vor Abpfiff des Spiels statt, kann dies zu einem Spielabbruch führen.

## International
Bei internationalen Großveranstaltungen wie etwa Fußballwelt- und Europameisterschaften kam es in der Vergangenheit vereinzelt zu Platzstürmen. Zu einem der bekanntesten Ereignisse dieser Art dürfte das Finale der Europameisterschaft 1972 zwischen den Mannschaften der Bundesrepublik Deutschland und der Sowjetunion im Brüsseler Heysel-Stadion zählen, bei dem sich bereits kurz vor Schluss eine große Menge an deutschen Schlachtenbummlern ungehindert zur äußersten Begrenzung des Spielfeldes begab und dieses nahezu komplett umstellte. Bereits vor dem Schlusspfiff betraten dann einige Störenfriede den Rasen und mussten umgehend entfernt werden, damit der Spielbetrieb weitergehen konnte. Beim Abpfiff des Spiels fluteten die Fans den Innenraum, so dass die Spieler sich teils gezwungen sahen, vom Spielfeld zu flüchten.

## Deutschland

### Rechtliches
Bei einem Spielabbruch sieht §18, Absatz 4 der Rechts- und Verfahrensordnung des DFB vor, dass das Spiel mit 0:2 gegen den Verein gewertet wird, der das Verschulden an dem Spielabbruch trägt. Hier heißt es:

„Wird ein Bundesspiel ohne Verschulden beider Mannschaften vorzeitig abgebrochen, so ist es an demselben Ort zu wiederholen. Trifft eine Mannschaft oder ihren Verein oder beide Vereine ein Verschulden an dem Spielabbruch, ist das Spiel dem oder den Schuldigen mit 0:2-Toren für verloren, dem Unschuldigen mit 2:0-Toren für gewonnen zu werten. Hat der Unschuldige im Zeitpunkt des Abbruchs ein günstigeres Ergebnis erzielt, so wird dieses Ergebnis gewertet. Dies gilt entsprechend, wenn eine Tochtergesellschaft beteiligt ist.“

### Fußball-Bundesliga
Ein Platzsturm ist nach erfolgreichen, finalen Spielen allerdings nicht unüblich. So liefen die Anhänger von Borussia Dortmund nach dem letzten Meisterschaftsspiel 2012 auf den Rasen, um den Titelgewinn zu feiern. 11 Jahre zuvor wollten dies auch die Fans des FC Schalke 04 am letzten Spieltag nach dem Sieg gegen die SpVgg Unterhaching und dem vermeintlichen Gewinn der ersten Meisterschaft seit 1958 tun. Dies geschah jedoch unter der irrtümlichen Annahme, dass das zur selben Zeit ausgetragene Spiel der Münchner Bayern beim Hamburger SV bereits beendet sei. Die mit Spielern und Verantwortlichen des Vereins bereits mehr als 4 Minuten euphorisch auf dem Rasen feiernden Fans reagierten daher fassungslos auf die Nachricht, dass den Bayern in der Nachspielzeit der alles entscheidende Ausgleichstreffer gelang.
In der Fußball-Bundesliga der 2010er Jahre sind darüber hinaus einige Platzerstürmungen bekannt geworden, die zum Teil in der Folge in den Medien zu „Skandalen“ erhoben wurden:
- Der Platzsturm von Fans von Hertha BSC im Anschluss an das Bundesligaspiel gegen den 1. FC Nürnberg am 13. März 2010, bei dem die Fans versuchten, Jagd auf die Spieler, besonders auf den gegnerischen Torwart zu machen, der sie mit einer abfälligen Geste provoziert hatte.[4]

- Der Platzsturm nach dem Pokalspiel zwischen 1. FC Nürnberg und Greuther Fürth am 20. März 2011, bei dem Anhänger vom 1. FC Nürnberg auf den Platz gestürmt sind und versucht haben den Gästeblock der Gegner anzugreifen.[5]

- Der Platzsturm der Fans des 1. FC Köln am 5. Mai 2012 gegen Ende des letzten Bundesligasaisonspiels gegen Bayern München, dem ein massiver Einsatz von Rauchbomben vorausgegangen war und der zu einer vorzeitigen Beendigung des Spiels ohne vom Spielergebnis (1:4) abweichende Wertung sowie zu einem außergewöhnlich harten Polizeieinsatz führte.[6]

- Der Platzsturm der Fans von Fortuna Düsseldorf im Relegations-Rückspiel gegen Hertha BSC zur ersten Bundesliga 2012, der gegen Ende der Verlängerung stattfand, unter anderem von dem „Diebstahl“ des Rasenfleckens mit dem Strafstoßpunkt begleitet war und zu einer längeren Spielunterbrechung führte.

## England
Zum Saisonende 2011/12 in der englischen Premier League erstürmten Fans von Manchester City den Spielplatz, um den Meistertitel zu feiern.

## Schweiz
Bei der Schande von Basel am 13. Mai 2006, am letzten Spieltag der Schweizer Fussballmeisterschaft bei der Begegnung zwischen dem FC Basel und dem FC Zürich, kam es zu einem Platzsturm von Basler Hooligans, die unter anderem auch Spieler des FCZ attackierten.